# شارلوتا سبار
شارلوتا سبار هي سياسية سويدية وسفيرة سابقة للسويد في الأردن وفي مصر.